# Ninoxe hirsute
Ninox scutulata
Espèce
Synonymes
- Strix scutulata Raffles, 1822
(protonyme)

Statut de conservation UICN

 LC  : Préoccupation mineure
Statut CITES
La Ninoxe hirsute (Ninox scutulata) ou chouette à aiguillons est une espèce d'oiseaux de la famille des Strigidae, native de l'écozone indomalaise.

## Description

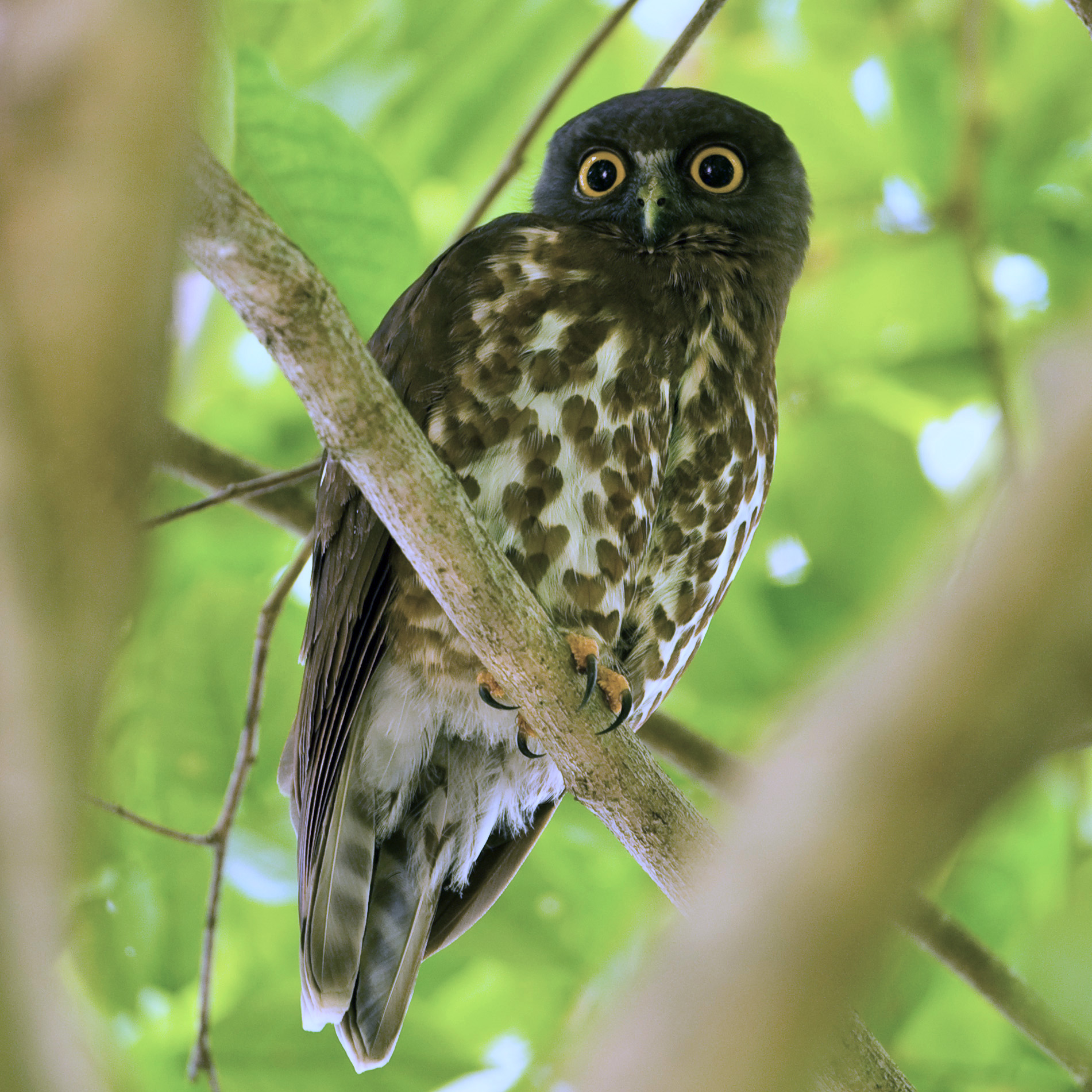
sous-espèce burmanica

La chouette à aiguillons mesure environ 32 cm de long.
Mâle et femelle ont le même plumage.
Elle dort le jour, toujours au même endroit.

## Habitat
Cet oiseau vit dans les forêts tropicales denses qui bordent les rivières et les fleuves et près des points d'eau au bord des côtes, jusqu'à une altitude de 2000 m.

## Alimentation
Le ninoxe hirsute est un oiseau carnivore essentiellement nocturne.
Il cherche sa nourriture la nuit et aussi parfois le jour, principalement le matin par temps couvert.
Il attrape ses proies avec rapidité et adresse en vol : petits oiseaux, petites chauves-souris, termites volants, papillons et coléoptères.
Il mange aussi des souris, des lézards, des grenouilles et même parfois des serpents.

## Reproduction
Le couple formé par les chouettes ninoxes hirsutes est souvent permanent.
La saison des amours a lieu de janvier à mars. 
Le nid se trouve dans le trou d'un grand arbre, souvent un manguier, entre 2 et 5 m au-dessus du sol. La femelle y pond 2-3 œufs et les couve pendant 24 jours.

## Répartition et sous-espèces

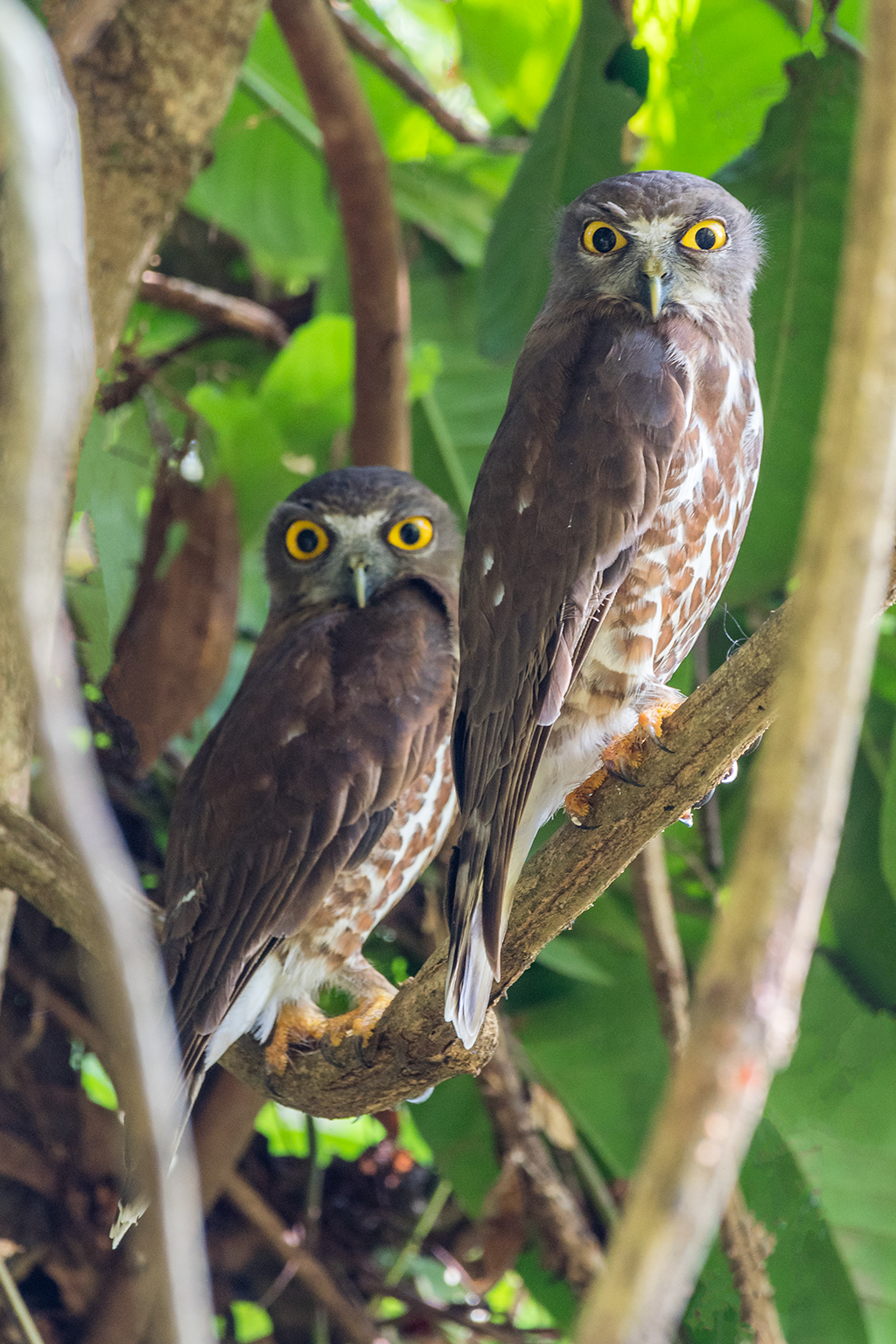
Couple

Selon la classification de référence du Congrès ornithologique international (15.1, 2025) elle se répartit en neuf sous-espèces (ordre philogénique) :
- N. s. lugubris (Tickell, 1833) — centre/nord de l'Inde et Népal ;
- N. s. burmanica Hume, 1876 — du nord-est de l'Inde au Yunnan et Indochine ;
- N. s. hirsuta (Temminck, 1824) — sud de l'Inde et Sri Lanka ;
- N. s. isolata Baker, 1926 — Car Nicobar ;
- N. s. rexpimenti Abdulali, 1979 — Grande Nicobar ;
- N. s. scutulata (Raffles, 1822) — péninsule Malaise, Sumatra, îles Riau et Bangka ;
- N. s. javanensis Stresemann, 1928 — Java et Bali ;
- N. s. borneensis (Bonaparte, 1850) — îles Natuna et Bornéo ;
- N. s. palawanensis Ripley & Rabor, 1962 — Palawan.